# ونسا مای

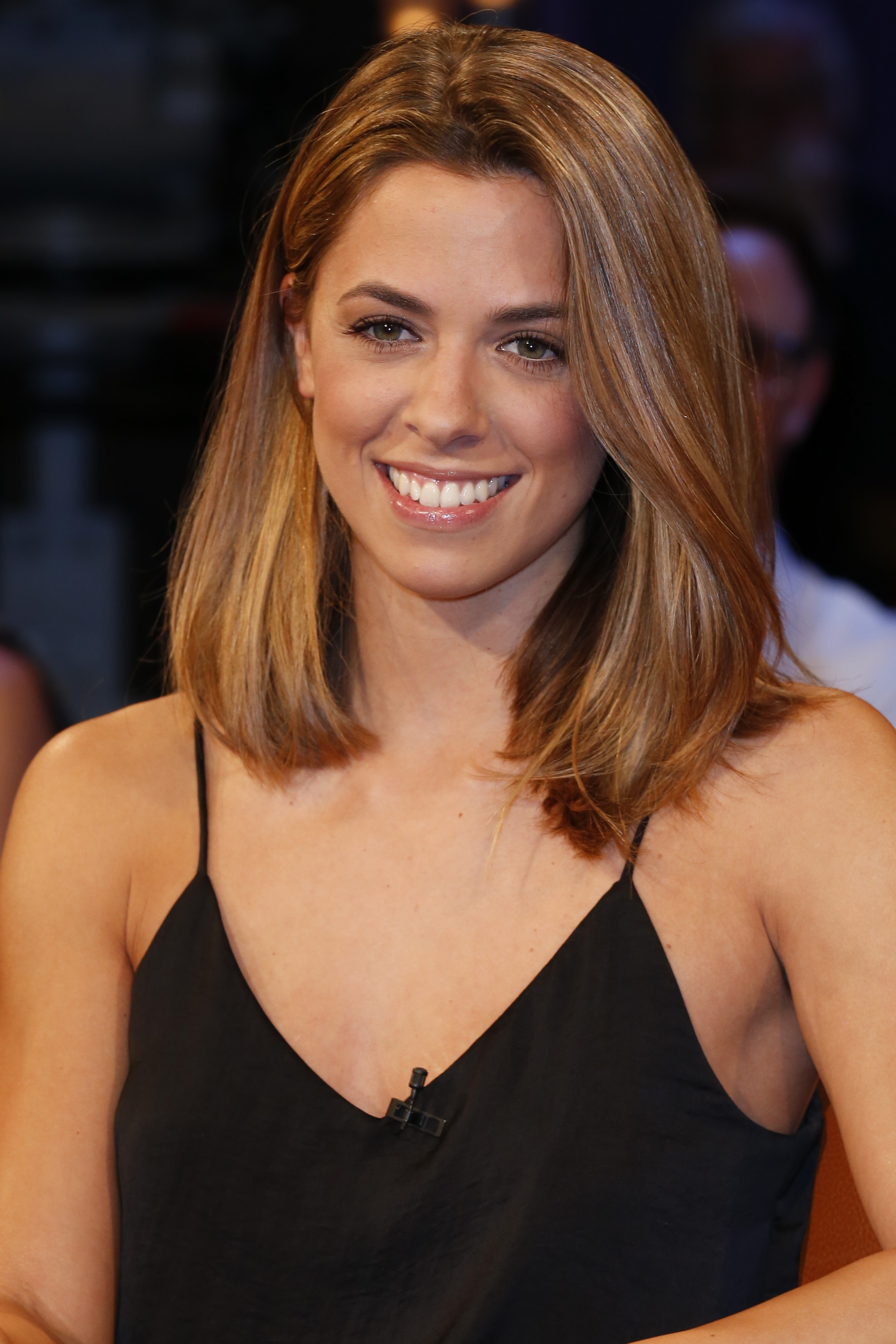
مای در سال ۲۰۱۶

ونسا ماریا اِلزه فِـربر (آلمانی: Vanessa Marija Else Ferber؛ زادهٔ ۲ مهٔ ۱۹۹۲) با نام هنری ونسا مای (تلفظ [maɪ]) موسیقی‌دان و خواننده پاپ و اشلاگر کروات‌تبار اهل آلمان است. نام هنری وی برگرفته از ماهِ تولدش است که در آلمانی «مای» تلفظ می‌شود.